# Félix Dupanloup
Félix Antoine Dupanloup Philibert (ur. 3 stycznia 1802, zm. 11 października 1878 w La Combe-de-Lancey) – biskup francuski, filozof.

## Życiorys
Urodził się w Saint-Félix, departament Górna Sabaudia. Święcenia kapłańskie przyjął 17 grudnia 1825. W 1841 był profesorem wymowy na Sorbonie. W 1845 wstąpił na widownię polityczną jako rzecznik stronnictwa ultramontańskiego. W 1849 został biskupem orleańskim. W 1851 przyjęty do Akademii Francuskiej. Na soborze rzymskim 1869-1870 był stanowczym przeciwnikiem dogmatu nieomylności papieskiej, na który później jednakże się zgodził. Podczas wojny francusko-pruskiej w 1870 przez jakiś czas był uwięziony. Po zakończeniu wojny wszedł do Zgromadzenia Narodowego i chciał koniecznie pogodzić legitymistów z orleanami, aby hr. Chambord utorować drogę do tronu. Pisał wiele a jego główne dzieła to: De l'Eneation (Paryż 1855), Elements de Rhetorique sacre (Paryż 1841), Ouvres Choisies (Paryż 1861) i wiele innych. Kawaler Legii Honorowej.